# Jörg Draeger
Jörg Draeger (Berlijn, 28 september 1945) is een Duitse tv-presentator, die bekend werd door het spelprogramma Geh aufs Ganze!, dat hij bijna tien jaar presenteerde voor de omroepen Sat.1 en Kabel eins. Sinds december 2021 is het programma na 20 jaar weer terug op de buis bij Sat.1.

## Jeugd en opleiding
Draeger groeide vanaf zijn vierde jaar op in Spanje en studeerde in 1964 af aan de middelbare school in Bilbao. Daarna studeerde hij germanistiek, politicologie en theaterwetenschap aan de Vrije Universiteit Berlijn. Hij diende als reservist bij de Bundeswehr van 1969 tot 1981 en bereikte de rang van kapitein. Eerder was hij majoor bij de reservisten. Hij stichtte onder andere Radio Andernach. Draeger was van 1982 tot 1985 nieuwslezer bij de NDR, en van 1985 tot 1987 presenteerde hij bij Radio Hamburg. Vanaf 1987 was hij werkzaam bij de particuliere zender Sat.1, waar hij van 1987 tot 1989 hoofdredacteur was van Wir im Norden (later Wir in Hamburg). Van 1989 tot 1990 werkte hij in de hoofdredactie van Sat.1. Zijn eerste ervaringen met amusementsshows deed hij op met de presentatie van de IQ-show Krypton Faktor (1991) en de partnershow Glücklich geschieden (1992).

## Carrière
Zijn grootste succes was de spelshow Geh aufs Ganze!, die hij van 1992 tot 1996 bijna vijf jaar lang presenteerde. Na de overstap naar RTL, waar hij in 1997 het magazine Mysteries presenteerde, nam hij van 1999 tot 2003 opnieuw de presentatie van de nieuwe editie van Geh aufs Ganze! bij Kabel eins op zich, zodat hij met een onderbreking het programma tussen 1992 en 2003 in totaal bijna 10 jaar lang presenteerde. Draeger had zijn carrière als entertainer eigenlijk beëindigd, maar ging toch weer aan de slag bij 9Live, waar hij onder andere de shows Die 100.000-Euro-Frage en Alle gegen Draeger presenteerde, een aanpassing van Geh aufs Ganze!. In 2003 was hij aanwezig bij de 9Live verjaardags-marathon. Tijdens deze marathon werd twee dagen live uitgezonden, waardoor de zender een vermelding kreeg in het Guinness Book of Records als langste tv-quiz. Dit is nog steeds een record. In 2007 presenteerde hij van 16 tot 20 april de show Geld oder Draeger.
Met een nieuwe editie van Alle gegen Draeger keerde hij in januari 2014 terug op de digitale tv-zender Family TV. Hiervan werden 10 afleveringen geproduceerd, die tot juni 2014 tweewekelijks werden uitgezonden. In september 2016 zond de zender Tele 5 de 12 afleveringen tellende docusoap Old Guys on Tour uit. Draeger, Frederic Meisner, Björn-Hergen Schimpf en Harry Wijnvoord wandelden samen meerdere weken over de Jacobsweg. Entertainer Karl Dall ging mee als begeleider en commentator. Samen met Alexander Wipprecht presenteerde hij in december 2016 de herstart en de pilotaflevering van de tv-uitzending Tutti Frutti bij RTL Nitro. In 2017 nam hij deel aan het Duitse tv-programma Let’s Dance en eindigde op de laatste plaats. In augustus 2021 nam hij deel aan het negende seizoen van Promi Big Brother op Sat.1 en eindigde op de 10e plaats.

## Privéleven
Draeger is voor de vierde keer getrouwd en heeft twee kinderen.